# Balázs János (színművész)
Balázs János (Kisújszállás, 1910. szeptember 12. – Budapest, 1983. szeptember 29.) magyar színész, rádiós rendező.

## Életpályája
Szülei: Balázs János néptanító és Balla Margit voltak. Kezdetben teológiát tanult. Ezt követően elvégezte Rózsahegyi Kálmán színiiskoláját. 1936–1938 között Debrecenben játszott. 1938–1939 között a Pódium Kabaréban lépett fel. 1941–1944 között az Új Magyar Színház tagja volt. 1945 után a Magyar Rádió színitársulatának színész-rendezője volt. 1948-ban a Vígszínház tagja lett. 1950–1951 között a Belvárosi Színházban szerepelt. 1951-ben a Fővárosi Varieté is szerepeltette. A rádió falusi adásainak népszerű Gergely bácsijaként 1950–1957 között Völcsey Rózsival együtt járták a falvakat, mintegy kétezer községet látogattak meg.

## Magánélete
Felesége Mednyánszky Henriette (Mednyánszky Ági színésznő nővére) volt. Egy fiuk született: Balázs Péter (1943-) színművész.
Sírja a Farkasréti temetőben található (3/1-1-107).

## Színházi szerepei
A Színházi Adattárban regisztrált bemutatóinak száma: 9.
- Szirmai Rezső: Visszafelé az úton....Csapos
- Molnár Ferenc: Liliom....I. lovasrendőr
- Molière: Gömböc úr....Parasztember
- Mágori Erzsébet: Diplomaták....Takács János
- Gvadányi József: Peleskei nótárius....Juhász
- Sándor Kálmán: A harag napja....Hanák Győző ifj.
- Fényes Szabolcs: Vén diófa....Sétáló István
- Vándor K.: Idegen asszony....Honvéd

## Filmjei
- Erzsébet királyné (1940)
- A cigány (1941)
- Csákó és kalap (1941)
- Gentryfészek (1941)
- Behajtani tilos! (1941-1942)
- Régi nyár (1942)
- Negyedíziglen (1942)
- Alkalom (1942)
- Éjféli gyors (1942)
- Szerető fia, Péter (1942)
- Jómadár (1943)
- Anyámasszony katonája (1943)
- Sárga kaszinó (1943)
- Orient express (1943)
- Kerek Ferkó (1943)
- Féltékenység (1943)
- Muki (1943)
- Futótűz (1943)
- Aranypáva (1943)
- Fehér vonat (1943)
- A két Bajthay (1944)
- A kabát (1956)
- A becsületrombolók (1959)
- A könnyelműség ára (1959)
- Sorompó (1959)
- Örökre eltiltva (1963)
- Hétköznapi történet (1966)
- Robog az úthenger (1977)
- Zokogó majom (1978)